# Shenzhen Juniors
El Shenzhen Juniors (en chino tradicional, 深圳青年人足球俱樂部; en chino simplificado, 深圳青年人足球俱乐部; pinyin, Shēnzhèn Qīngniánrén Zúqiú Jùlèbù) es un equipo de fútbol de China que juega en la Primera Liga China, la segunda división nacional.

## Historia
Fue fundado el 19 de junio de 2022 y fue campeón de la Shenzhen Super League en ese año, por lo que consiguió la clasificación para la CMCL 2023.
Liderados por Zhang Jun, el Shenzhen Juniors ganó sus cinco partidos de la fase de grupos y logró clasificar a la ronda final de la cuarta división, y fue colocado en el grupo A. El 14 de octubre de 2023 vencieron al Xi'an Chongde Ronghai por 1–0 en la última jornada para terminar invictos, con lo que el Shenzhen Juniors aseguró el ascenso a la China League Two, En la tercera división ganaron su grupo, por lo que enfrentaron en una serie a dos partidos al ganador del grupo B para definir al campeón, Shenzhen Juniors empató ambos partidos por marcador de 1–1, pero perdió en penales ante el Langfang Glory City y terminaron en segundo lugar.

## Palmarés
- Shenzhen Super League: 1

2022